# 2016년 하계 올림픽 미국 선수단
미국은 2016년 8월 5일에서 8월 21일까지 브라질 리우데자네이루에서 열린 제31회 하계 올림픽에 참가했다.
미국 올림픽 위원회(USOC)가 대표하는 미국은 2016년 8월 5일부터 21일까지 리우데자네이루에서 열린 2016 하계 올림픽에 참가했다. 미국 선수들은 매년 하계 올림픽에 출전해 왔다. 1980년 모스크바 올림픽을 제외하고는 소련의 아프가니스탄 침공에 항의해 보이콧했다. 하계 올림픽에서 두 번째 연속으로 미국은 남자 선수보다 여자 선수가 더 많았다(남자 264명, 여자 291명).
2016년 올림픽은 전체 메달 수(121개) 측면에서 미국에서 세 번째로 성공적인 올림픽이었으며 미국에서 개최되지 않은 올림픽 중 가장 성공적인 올림픽이었다. 미국 선수들은 1904년 세인트루이스에서 총 231개의 메달을 획득했고 1984년 로스앤젤레스에서는 174개의 메달을 획득했다. 이 경기는 또한 미국인에게 1000번째 하계 올림픽 금메달을 안겨주었다.

## 출전 선수
| 종목         | 남자 | 여자 | 전체 |
| ------------ | ---- | ---- | ---- |
| 양궁         | 3    | 1    | 4    |
| 육상         | 64   | 64   | 128  |
| 배드민턴     | 3    | 4    | 7    |
| 농구         | 12   | 12   | 24   |
| 복싱         | 6    | 2    | 8    |
| 카누         | 3    | 2    | 5    |
| 사이클       | 8    | 12   | 20   |
| 다이빙       | 5    | 5    | 10   |
| 승마         | 6    | 6    | 12   |
| 펜싱         | 7    | 9    | 16   |
| 하키         | 0    | 16   | 16   |
| 축구         | 0    | 18   | 18   |
| 골프         | 4    | 3    | 7    |
| 체조         | 6    | 12   | 18   |
| 유도         | 3    | 3    | 6    |
| 근대5종      | 1    | 2    | 3    |
| 조정         | 21   | 20   | 41   |
| 럭비         | 12   | 12   | 24   |
| 요트         | 8    | 7    | 15   |
| 사격         | 13   | 7    | 20   |
| 수영         | 25   | 22   | 47   |
| 싱크로나이즈 | —    | 2    | 2    |
| 탁구         | 3    | 3    | 6    |
| 태권도       | 2    | 2    | 4    |
| 테니스       | 5    | 6    | 11   |
| 트라이애슬론 | 3    | 3    | 6    |
| 배구         | 16   | 16   | 32   |
| 수구         | 13   | 13   | 26   |
| 역도         | 1    | 3    | 4    |
| 레슬링       | 10   | 4    | 14   |
| 전체         | 263  | 291  | 554  |

## 메달 집계

### 종목별 참가 선수 및 메달 수
| 종목 | 참가 선수 | 1  | 2  | 3  | 메달 합계 |
| ---- | --------- | -- | -- | -- | --------- |
| 펜싱 | 17        |    | 2  | 2  | 4         |
| 합계 | 554       | 46 | 37 | 48 | 131       |

## 종목별 성적

### 펜싱
남자
| 선수                                                                  | 세부 종목   | 64강전           | 32강전                       | 16강전                      | 8강전                  | 4강전                   | 결승 / 3,4위전           | 결승 / 3,4위전 |
| 선수                                                                  | 세부 종목   | 상대 선수 스코어 | 상대 선수 스코어             | 상대 선수 스코어            | 상대 선수 스코어       | 상대 선수 스코어        | 상대 선수 스코어         | 순위           |
| 제이슨 프라이어                                                       | 에페 개인   | Bye              | Steffen (SUI) · L 14–15      | 진출 실패                   | 진출 실패              | 진출 실패               | 진출 실패                | 진출 실패      |
| Miles Chamley-Watson                                                  | 플뢰레 개인 | Bye              | Akhmatkhuzin (RUS) · L 13–15 | 진출 실패                   | 진출 실패              | 진출 실패               | 진출 실패                | 진출 실패      |
| Alexander Massialas                                                   | 플뢰레 개인 | Bye              | Essam (EGY) · W 15–7         | Akhmatkhuzin (RUS) · W 15–9 | Avola (ITA) · W 15–14  | Kruse (GBR) · W 15–9    | Garozzo (ITA) · L 11–15  | 2              |
| Gerek Meinhardt                                                       | 플뢰레 개인 | Bye              | van Haaster (CAN) · W 15–4   | Le Péchoux (FRA) · W 15–14  | Kruse (GBR) · L 13–15  | 진출 실패               | 진출 실패                | 진출 실패      |
| Miles Chamley-Watson Race Imboden Alexander Massialas Gerek Meinhardt | Team foil   | 빈칸             | 빈칸                         | 빈칸                        | 이집트 (EGY) · W 45–37 | 러시아 (RUS) · L 41–45  | 이탈리아 (ITA) · W 45–31 | 3              |
| Eli Dershwitz                                                         | Sabre       | 빈칸             | van Holsbeke (BEL) · L 12–15 | 진출 실패                   | 진출 실패              | 진출 실패               | 진출 실패                | 진출 실패      |
| Daryl Homer                                                           | Sabre       | 빈칸             | Mokretsov (KAZ) · W 15–11    | Hartung (GER) · W 15–12     | Szabo (GER) · W 15–12  | Abedini (IRI) · W 15–14 | Szilágyi (HUN) · L 8–15  | 2              |

여자
| 선수                                                           | 세부 종목   | 64강전           | 32강전                      | 16강전                    | 8강전                    | 4강전                                             | 결승 / 3,4위전                             | 결승 / 3,4위전 |
| 선수                                                           | 세부 종목   | 상대 선수 스코어 | 상대 선수 스코어            | 상대 선수 스코어          | 상대 선수 스코어         | 상대 선수 스코어                                  | 상대 선수 스코어                           | 순위           |
| Katharine Holmes                                               | 에페 개인   | Bye              | Kirpu (EST) · L 4–5         | 진출 실패                 | 진출 실패                | 진출 실패                                         | 진출 실패                                  | 진출 실패      |
| Courtney Hurley                                                | 에페 개인   | Bye              | Shemyakina (UKR) · L 13–14  | 진출 실패                 | 진출 실패                | 진출 실패                                         | 진출 실패                                  | 진출 실패      |
| Kelley Hurley                                                  | 에페 개인   | Bye              | Moellhausen (BRA) · L 12–15 | 진출 실패                 | 진출 실패                | 진출 실패                                         | 진출 실패                                  | 진출 실패      |
| Katharine Holmes Courtney Hurley Kelley Hurley                 | Team épée   | 빈칸             | 빈칸                        | Bye                       | 루마니아 (ROU) · L 23–24 | Classification semifinal · 프랑스 (FRA) · W 32–28 | 5th place final · 대한민국 (KOR) · W 22–18 | 5              |
| Lee Kiefer                                                     | 플뢰레 개인 | Bye              | Shaito (LIB) · W 15–3       | Liu Ys (CHN) · L 9–15     | 진출 실패                | 진출 실패                                         | 진출 실패                                  | 진출 실패      |
| Nzingha Prescod                                                | 플뢰레 개인 | Bye              | Michel (MEX) · W 15–9       | Guyart (FRA) · L 11–14    | 진출 실패                | 진출 실패                                         | 진출 실패                                  | 진출 실패      |
| Ibtihaj Muhammad                                               | Sabre       | Bye              | Kravatska (UKR) · W 15–13   | Berder (FRA) · L 12–15    | 진출 실패                | 진출 실패                                         | 진출 실패                                  | 진출 실패      |
| Dagmara Wozniak                                                | Sabre       | Bye              | Vougiouka (GRE) · L 8–15    | 진출 실패                 | 진출 실패                | 진출 실패                                         | 진출 실패                                  | 진출 실패      |
| Mariel Zagunis                                                 | Sabre       | Bye              | Grench (PAN) · W 15–4       | Dyachenko (RUS) · L 12–15 | 진출 실패                | 진출 실패                                         | 진출 실패                                  | 진출 실패      |
| Monica Aksamit Ibtihaj Muhammad Dagmara Wozniak Mariel Zagunis | Team sabre  | 빈칸             | 빈칸                        | 빈칸                      | 폴란드 (POL) · W 45–43   | 러시아 (RUS) · L 42–45                            | 이탈리아 (ITA) · W 45–30                   | 3              |